# Yolanda Andrade
Yolanda Andrade (Sinaloa, 28 de dezembro de 1971) é uma atriz e apresentadora mexicana.

## Biografia
Yolanda começou sua carreira na novela Yo no creo en los hombres (1991), ao lado de Gabriela Roel e Alfredo Adame, que abriu as portas para outras produções importantes, como  Las secretas intenciones  em (1992), ganhando seu primeiro papel de protagonista ao lado de Cristian Castro.
Em seguida, obteve o seu segundo papel de protagonista em  Buscando el paraíso em (1993) com Pedro Fernández e Alex Ibarra, Retrato de familia  (1995), em seu primeiro papel antagônico com Helena Rojo e Alfredo Adame;  Sentimientos ajenos  em (1996), alternando com Carlos Ponce e Chantal Andere,  Los hijos de nadie  em (1997), com Alpha Acosta e Ramon Abascal esta seria sua última atuação na televisão, em seguida, dedicar-se à condução. No mesmo ano, ele participou da produção de mexicano filme Quem diabos é Juliete?.
Ao longo de sua carreira como atriz,  Joe , como seus amigos saber seu gosto e reconhecimento não só o público, mas também a imprensa ganhou, então ela recebeu vários prêmios como melhor atriz. No entanto, de 2000, ele decidiu virar sua carreira e arco para a apresentação.
De primeiro de março de 2000 até outubro de 2007, Yolanda participou juntamente com Montserrat Oliver no programa Hijas de la madre, em português As Filhas da Mãe Terra programa que a levou a trabalhar como um sucesso haltere em transmissões  Coréia Copa do Mundo de 2002 e Jogos Olímpicos de Verão de 2004, além de um programa de rádio, intitulado As filhas da Mãe Exa.
Em 2001 participa no vídeo da música Yo No Soy Esa Mujer música realizada por Paulina Rubio.
Naquele mesmo ano, ele contribuiu para o vídeo da música estrelado por A segunda quebra venezuelano cantor e compositor Fernando Osorio.
Em setembro de 2003 ele entrou como inquilino para a casa de  Big Brother VIP 2, juntamente com 13 outras celebridades, de onde um segundo decente, após a vitória de Omar Chaparro.
Em 01 de novembro de 2006 estreou ao lado de Roxana Castellanos programa CERA, TV ácido, trabalhando como convidada por um mês.
Em 6 de novembro 2006, ele começou outro programa por Unicable com mais 4 condutores: Isabel LASCURAIN, Gloria Calzada, Martha Figueroa]ç e Consuelo Duval intitulado Divino Net.
Em 22 de outubro de 2007, ele iniciou um novo programa com o sua amiga Montserrat Oliver, chamado Mojoe, que não é apenas a combinação de Montserrat e 'Joe', pseudônimo de Yolanda, mas há uma anglicized e uma palavra em Nahuatl fonética semelhante que significa 'o que excita você ou alguém que você ama', a madrinha do primeiro programa foi a jovem cantora  Belinda.
Em 2010 retorna à ação para o Capítulo Mercedes e Elvira, justicieras série Mujeres asesinas jogando Elvira.
Em 2012, ele produziu seu primeiro longa-metragem chamado "sete anos de casamento", uma comédia romântica em que participa com o papel do melhor amigo de Luna Ana (estrela do filme) representado por Ximena Herrera.
Depois de uma sessão de 6 semanas em locações na Cidade do México e do Estado de Oaxaca, em janeiro de 2013 com sucesso, ele estreou o filme produzido por Andrade.
Em novembro de 2014 foi nomeado Embaixador do Cyber contra o bullying em Quintana Roo, a iniciativa que estamos UNICEF, pelo seu dinamismo e trabalho de crianças mexicanas, promovendo a campanha "Bullying não é um jogo".
Em abril 2018 ele iniciou um novo programa com o seu amigo Montserrat Oliver, chamado Montse e Joe sendo a substituição de Mojoe.

## Filmografia

### Televisão
- Los hijos de nadie (1997) - Lucila Villarreal Vilã
- Sentimientos ajenos (1996) - Sofia de la Huerta
- Retrato de familia (1995) - Elvira Preciado Mariscal
- Buscando el paraíso (1993) - Dalia
- Las secretas intenciones (1992) - Larissa Cardenal
- Yo no creo en los hombres (1991) - Clara Robledo

## Prêmios e indicações

### TVyNovelas
| Ano  | Categoria                | Programa/Telenovela      | Resultado |
| ---- | ------------------------ | ------------------------ | --------- |
| 1997 | Melhor atriz juvenil     | Sentimientos ajenos      | Indicado  |
| 1996 | Melhor atriz antagonista | Retrato de familia       | Indicado  |
| 1993 | Revelação feminina       | Las secretas intenciones | Venceu    |